# Castiglione di Sicilia
Castiglione di Sicilia (Castigghiuni di Sicilia trong tiếng Sicilia;) là một đô thị ở tỉnh Catania in Sicilia.
Castiglione di Sicilia có cự ly khoảng 160 km về phía đông của Palermo và cách khoảng 40 km về phía bắc của Catania. Tại thời điểm ngày 31 tháng 12 năm 2004, đô thị này có dân số 3.574 người và diện tích là 120.5 km². Castiglione giáp các đô thị: Adrano, Belpasso, Biancavilla, Bronte, Calatabiano, Francavilla di Sicilia, Gaggi, Graniti, Linguaglossa, Maletto, Malvagna, Mojo Alcantara, Motta Camastra, Nicolosi, Piedimonte Etneo, Randazzo, Roccella Valdemone, Sant'Alfio, Taormina, Zafferana Etnea.

## Frazioni
Đô thị Castiglione di Sicilia có các frazioni (các đơn vị cấp dưới, chủ yếu là các làng) Gravà, Mitogio, Passopisciaro, Rovittello, Solicchiata, Verzella and Castrorai.